# Valle San Juan (Perú)
Valle San Juan es un caserío peruano ubicado en el distrito de Tambogrande, perteneciente a la provincia y departamento de Piura, al norte del Perú. 

## Ubicación
Valle San Juan se ubica al norte de la provincia de Piura, en el distrito de Tambogrande, en el departamento de Piura.

## Demografía
En 2017 Valle San Juan tenía una población de 230 habitantes.
| Gráfica de evolución demográfica de Valle San Juan entre 1993 y 2017 |
|                                                                      |
| Fuentes: Población 1993 y 2017                                       |